# Caledonia (Ohio)
Pour les articles homonymes, voir Caledonia (homonymie).
Caledonia est un village américain situé dans le comté de Marion, dans l'Ohio. Selon le recensement de 2010, sa population est de 577 habitants.